# Circuitos de lujo
Circuitos de lujo es el tercer disco de Pastora, coproducido por Brian Spenber (Moby, The Wannadies, Dinosaur Jr., Patti Smith) junto a Caïm Riba. La Orquesta Sinfónica Nacional Checa de Praga se encarga de los arreglos de cuerda. Mezclado en Nueva York, en “Electric Lady”, estudio de Jimi Hendrix.
En este disco el grupo ha invertido los parámetros para pasar de un pop-electrónico con toques acústicos de “Pastora” y “La Vida Moderna” a otro más tocado que programado.
Las canciones que se proyectaron de este álbum en el recopilatorio Pastora RMX ED con sonidos propios del techno son Cuánta vida, Grandes despedidas, Me tienes contenta, Cósmica y 1000 kilómetros

## Lista de canciones
1. "Paseo encendido" – 3:39
2. "Grandes despedidas" – 3:42
3. "1.000 kilómetros" – 4:10
4. "Domingo de resaca" – 4:08
5. "Cósmica" – 4:08
6. "Cuánta vida" – 3:53
7. "Me tienes contenta" – 4:22
8. "Bolero falaz" – 3:58
9. "Cosas malas" – 3:58
10. "Cuerpo transparente" – 3:26
11. "Parece que viene" – 4:30
12. "Decibelios" – 4:33
13. "Circuitos de lujo" – 5:15

## Sencillos
- "Cuánta vida" (2007)
- "Grandes despedidas" (2007)
- "Cósmica" (2008)
- "Me tienes contenta" (2008)